# 瓦肖县
瓦肖县（英語：Washoe County）是美国内华达州西北部的一個縣，西鄰加利福尼亚州，北鄰俄勒冈州，面積16,967平方公里。根據2020年美國人口普查，全县共有人口486,492人。瓦肖县的縣治為雷諾。部份雷諾-斯帕克斯都會區位於瓦肖县內。

## 歷史

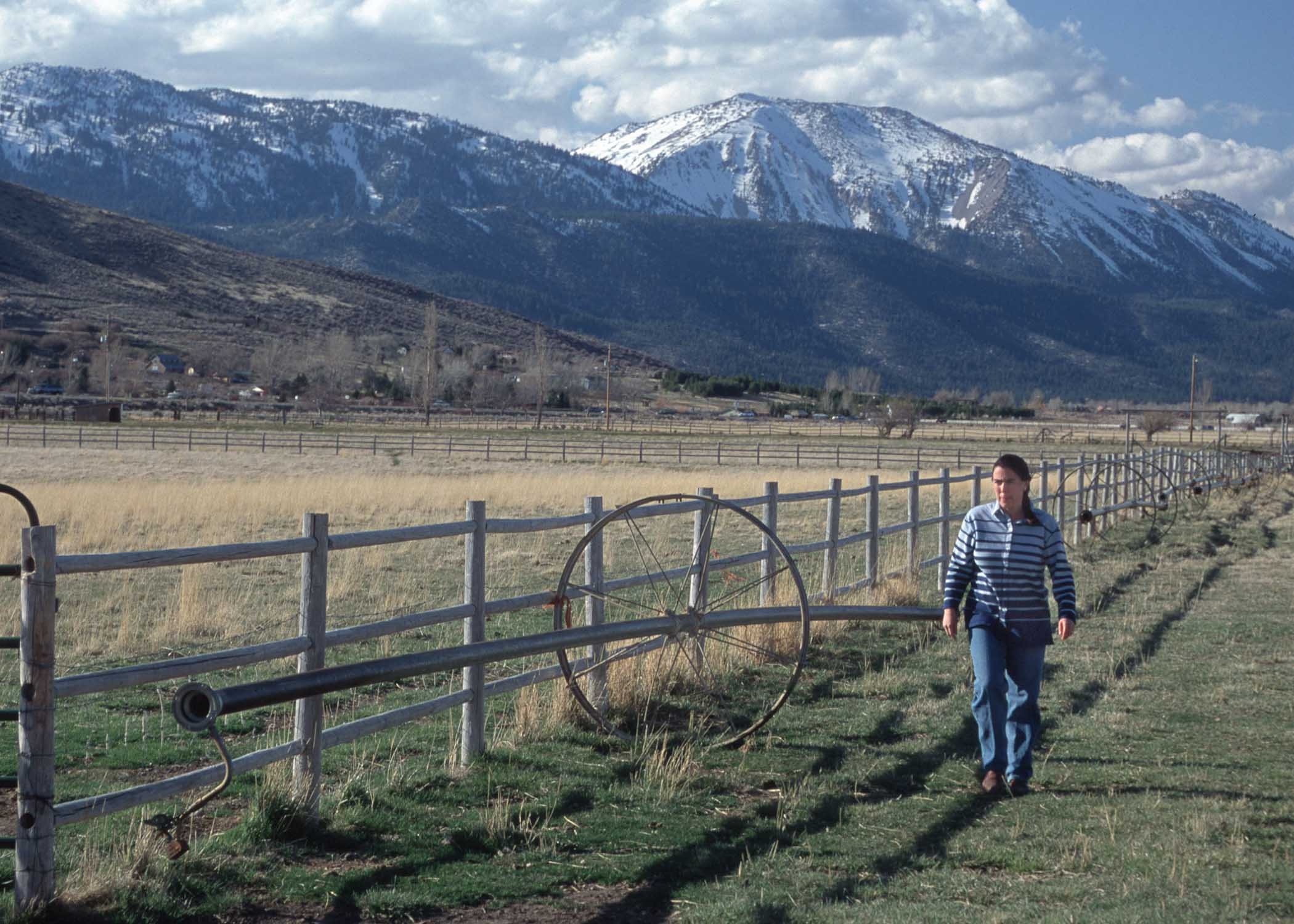
瓦肖县牧場

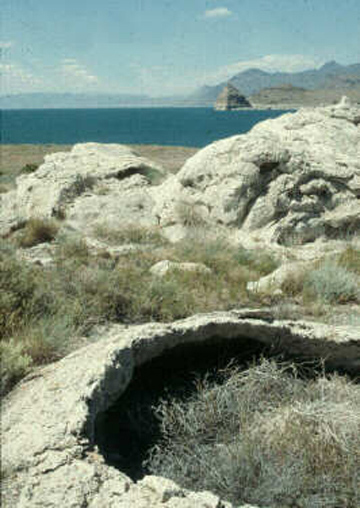
安那好島國家野生動物保護區

瓦肖县成立於1861年，是內華達領地原先的九個縣份之一。縣名來自原本住在這一帶的瓦肖人（印第安人的一支）。於1864年，瓦肖县合併了羅普郡。起初，瓦肖县的縣治為瓦肖城 (內華達州)。於1871年，縣治才遷至雷諾。
於1911年，一群班諾客人在麥克·達蓋特的帶領下，在瓦肖县殺死了四個牧場主。因此，瓦肖县成立了一個武裝團隊搜捕這班班諾克人。於1911年2月26日，他們發現這群班諾克人，殺死了八個班諾克人，但卻犧牲了一人。班諾克人中有三名兒童和一名女子被武裝團隊俘虜。該群班諾克人剩餘成員的後代於1994年移居霍爾堡印地安保留地。

## 地理
根據2000年人口普查，瓦肖县的總面積為6,551平方英里（16,967平方），其中有6,342平方英里（16,426平方），即96.81%為陸地；209平方英里（541平方），即3.19%為水域。瓦肖县既是內華達州面積第七大的縣份，亦是美國面積第36大的縣份。
瓦肖县擁有兩個註冊成立的城市，分別為里諾和斯帕克斯。於2010年, 政府公開諮詢民眾應否合併里諾政府和瓦肖县政府。諮詢後，政府發現有54%民眾支持合併。

### 毗鄰縣
瓦肖县是美國唯一一個擁有13個毗鄰縣的縣份。而犹他州的聖胡安縣則是美國唯一一個擁有14個毗鄰縣的縣份。
- 内华达州 洪堡縣：東方
- 內華達州 潘興縣：東方
- 內華達州 邱吉爾縣：東方
- 內華達州 萊昂縣：東南方
- 內華達州 斯托里縣：南方
- 內華達州 卡森城：南方
- 加利福尼亚州 普莱瑟县：西南方
- 加利福尼亞州 內華達縣：西方
- 加利福尼亞州 謝拉縣：西方
- 加利福尼亞州 拉森县：西方
- 加利福尼亞州 莫多克縣：西方
- 俄勒冈州 萊克縣：北方
- 俄勒岡州 哈尼縣：東北方

### 國家保護區
- 阿納霍島國家野生動物保護區（英语：Anaho Island National Wildlife Refuge）
- 黑岩沙漠高岩峽谷移境步道國家保護區（英语：Black Rock Desert–High Rock Canyon Emigrant Trails National Conservation Area）（部分）
- 謝爾頓國家野生動物保護區（英语：Sheldon National Wildlife Refuge）（部分）
- 托伊亚比国家森林（部分）

## 人口
| 调查年               | 人口    | 备注 | %±    |
| -------------------- | ------- | ---- | ----- |
| 1870                 | 3,091   |      | —     |
| 1880                 | 5,664   |      | 83.2% |
| 1890                 | 6,437   |      | 13.6% |
| 1900                 | 9,141   |      | 42.0% |
| 1910                 | 17,434  |      | 90.7% |
| 1920                 | 18,627  |      | 6.8%  |
| 1930                 | 27,158  |      | 45.8% |
| 1940                 | 32,476  |      | 19.6% |
| 1950                 | 50,205  |      | 54.6% |
| 1960                 | 84,743  |      | 68.8% |
| 1970                 | 121,068 |      | 42.9% |
| 1980                 | 193,623 |      | 59.9% |
| 1990                 | 254,667 |      | 31.5% |
| 2000                 | 339,486 |      | 33.3% |
| 2010                 | 421,407 |      | 24.1% |
| [ 12 ] [ 13 ] [ 14 ] |         |      |       |

根據2000年人口普查，瓦肖县擁有339,486居民、132,084住戶和83,741家庭。其人口密度為每平方英里54居民（每平方公里21居民）。瓦肖县擁有143,908間房屋单位，其密度為每平方英里23間（每平方公里9間）。瓦肖县的人口是由80.41%白人、2.09%非裔、1.82%原住民、4.28%亞裔、0.46%太平洋岛民、7.67%其他種族和3.28%混血构成。而西裔或拉美裔佔了人口16.58%。
在132,084住户中，有31.1%擁有一個或以上的兒童（18歲以下）、47.9%為夫妻、10.3%為單親家庭、36.6%為非家庭、27%為獨居、7.7%住戶有同居長者。平均每戶有2.53人，而平均每個家庭則有3.09人。在339,486居民中，有24.9%為18歲以下、9.8%為18至24歲、31%為25至44歲、23.8%為45至64歲以及10.5%為65歲以上。人口的年齡中位數為36歲，每100個女性就有102.8個男性。而每100個成年女性（18歲以上）就有101.8個成年男性。
瓦肖县的住戶收入中位數為$45,815，而家庭收入中位數則為$54,283。男性的收入中位數為$36,226，而女性的收入中位數則為$27,953。瓦肖县的人均收入為$24,277。約6.7%家庭和10%人口在貧窮線以下，包括12.2%兒童（18歲以下）及6.2%長者（65歲以上）。

## 外部連結
- 瓦肖县網站 （页面存档备份，存于）
- 瓦肖縣歷史標誌